# Yetholm
Yetholm es una comunidad (en inglés, community) ubicada en el concejo de Scottish Borders, Escocia (Reino Unido). Tiene una población estimada, a mediados de 2016, de 600 habitantes.
Forma parte del distrito (ward) de Kelso (oficialmente, Kelso and District ward).
Está ubicada al sureste de Escocia, cerca de la costa del mar del Norte y de la frontera con Inglaterra.
La comunidad comprende las villas de Kirk Yetholm y Town Yeltholm.